# Gustavo Ayón
Gustavo Alfonso Ayón Aguirre, né le 1er avril 1985 à Zapotán au Mexique, est un joueur professionnel mexicain de basket-ball. Il joue au poste de pivot mais peut également évoluer au poste d'ailier fort.

## Biographie
Après une saison effectuée avec les Hornets de La Nouvelle-Orléans, il est envoyé au Magic en échange de Ryan Anderson le 8 juillet 2012. Au bout de quelques mois en Floride, où il a participé aux prémices de la reconstruction de l'équipe d'Orlando, il est transféré à Milwaukee le 21 février 2013 en compagnie de deux de ses équipiers, J.J. Redick et Ish Smith.
En juillet 2013, il est recruté par les Hawks d'Atlanta.
En septembre, il participe avec la sélection mexicaine au Championnat des Amériques au Vénézuela, compétition que son équipe remporte en battant Porto Rico en finale. Ayón est élu meilleur joueur de la compétition.
En septembre 2014, Ayón signe un contrat avec le Real Madrid. En avril 2015, il est nommé meilleur joueur de la première journée des quarts de finale de l'Euroligue. Lors de la victoire du Real sur l'Anadolu Efes Spor Kulübü, Ayón marque 14 points à 5 sur 7 au tir et prend 10 rebonds.
En avril 2017, Ayón est co-MVP de la 3e journée des playoffs d'Euroligue, ex æquo avec son coéquipier Luka Dončić et Bryant Dunston.
En novembre 2017, il se blesse à l'épaule gauche et doit subir une opération chirurgicale. Il est remplacé dans l'effectif du Real par Walter Tavares,.
Le 27 juillet 2019, il s'engage avec le club russe du Zénith Saint-Pétersbourg.
En septembre 2020, Ayón rejoint le club mexicain des Astros de Jalisco (en).
Ayón prend sa retraite sportive en août 2022.

## Records personnels et distinctions
Les records personnels de Gustavo Ayón, officiellement recensés par la NBA sont 
| Type statistique            | Saison régulière | Saison régulière           | Saison régulière | Playoffs | Playoffs        | Playoffs      |
| Type statistique            | Record           | Adversaire                 | Date             | Record   | Adversaire      | Date          |
| --------------------------- | ---------------- | -------------------------- | ---------------- | -------- | --------------- | ------------- |
| Points en un match          | 18               | @ Raptors de Toronto       | 12 février 2014  | 2        | 2 fois          |               |
| Paniers marqués en un match | 9                | @ Raptors de Toronto       | 12 février 2014  | 1        | 2 fois          |               |
| Paniers tentés en un match  | 14               | Trail Blazers de Portland  | 10 février 2013  | 1        | 2 fois          |               |
| Lancers francs réussis      | 4                | 4 fois                     |                  |          |                 |               |
| Lancers francs tentés       | 6                | 3 fois                     |                  |          |                 |               |
| Paniers à 3 points réussis  |                  |                            |                  |          |                 |               |
| Paniers à 3 points tentés   | 1                | @ Thunder d'Oklahoma City  | 20 février 2012  |          |                 |               |
| Rebonds offensifs           | 7                | @ Celtics de Boston        | 31 décembre 2013 |          |                 |               |
| Rebonds défensifs           | 11               | 2 fois                     |                  |          |                 |               |
| Rebonds totaux              | 17               | @ Cavaliers de Cleveland   | 22 février 2012  |          |                 |               |
| Passes décisives            | 6                | Trail Blazers de Portland  | 10 février 2013  |          |                 |               |
| Interceptions               | 4                | 2 fois                     |                  |          |                 |               |
| Contres                     | 4                | @ Warriors de Golden State | 24 avril 2012    |          |                 |               |
| Balles perdues              | 4                | 5 fois                     |                  |          |                 |               |
| Minutes jouées              | 39               | Spurs de San Antonio       | 24 mars 2012     | 4        | @ Heat de Miami | 21 avril 2013 |

- Double-double : 5 (au 03/05/2014)
- Triple-double : 0

## Distinction personnelle
- Élu MVP du Championnat des Amériques 2013